# Epimenide
Epimenide di Creta (Cnosso, VIII secolo a.C. – VII secolo a.C.) è stato uno scrittore e filosofo greco antico.

## Biografia
Le principali notizie sulla sua vita sono fornite in particolare da Plutarco e Diogene Laerzio.
Nacque a Cnosso o a Festo, tra l'VIII e il VII secolo a.C. Seguendo una tradizione diversa, Platone, lo colloca circa un secolo dopo.
Si ricava da Diogene la notizia che Epimenide, da giovane, inviato dal padre a rintracciare una pecora nei campi, si fosse addormentato in una caverna e avesse dormito per cinquantasette anni: una volta risvegliatosi e tornato in quella che avrebbe dovuto essere la sua casa, non trovandovi più alcuno che conoscesse, si era imbattuto nel fratello, ormai anziano, comprendendo quanto era successo. Da quel momento capì di essere caro agli dei e di avere un legame particolare con loro, in particolare con Apollo delfico, di cui si fa interprete. Viene, infatti, considerato sommamente abile nella divinazione.
Grazie alla sua fama di uomo vicino alla divinità ed esperto di cose sacre, verso il 600 a.C. viene invitato ad Atene per purificare la città: gli Ateniesi, in particolare la famiglia degli Alcmeonidi, verso il 630 a.C. si erano macchiati di un sacrilegio, avendo ucciso Cilone e i suoi seguaci, che avevano tentato di impadronirsi del potere e si erano rifugiati presso gli altari delle divinità. Violando la protezione divina, gli Alcmeonidi li avevano strappati dagli altari ed eliminati: per questo motivo una maledizione era ricaduta sulla città e, secondo Diogene, una pestilenza imperversava nell'Attica. Chiamato da Solone, Epimenide purifica la città ordinando il tipo e il modo dei sacrifici da celebrare, regolamenta le istituzioni religiose e inizia la città ai sacri misteri. Quindi ritorna a Creta senza accettare ricompense. Plutarco e Diogene connettono la permanenza ad Atene con Solone, in un periodo collocabile verso la fine del VII secolo; secondo Platone, invece, Epimenide sarebbe giunto ad Atene dieci anni prima la spedizione persiana del 490 a.C.
La nascita di due differenti cronologie è dovuta, probabilmente, all'erronea correlazione fra Epimenide e l'esilio che gli Alcmeonidi subiscono più volte nel corso della storia ateniese. Infatti, gli Alcmeonidi colpevoli dell'omicidio di Cilone e dei suoi seguaci vengono esiliati dopo la purificazione di Epimenide, i loro discendenti rimangono colpiti dalla maledizione e si hanno notizie di altri periodi di esilio sotto Pisistrato e al momento della cacciata dei Pisistratidi (508/7 a.C.): chi ha considerato di collocare l'esperienza ateniese di Epimenide verso il 500 a.C. ha verosimilmente fatto confusione tra questi momenti. Secondo Diogene, che riporta diverse tradizioni, Epimenide sarebbe morto a Creta, non molto tempo dopo essere tornato da Atene, a circa centocinquant'anni di età.

## Opere e pensiero
Diogene fornisce una lista di opere attribuite a Epimenide, su cui permangono molti dubbi: avrebbe composto, in versi, la Nascita dei Cureti e dei Coribanti, la Teogonia, la  Costruzione della nave Argo, il Viaggio di Giasone tra i Colchi, Minosse e Radamanto, e, in prosa, i Sacrifici e la Costituzione di Creta. Dalle testimonianze pervenute si può senza dubbio attribuire a Epimenide un forte interesse per il mito, che sottopone ad analisi critica.

### Il mito e la critica "storica"
Secondo una testimonianza, alle origini, come una sorta di arché, Epimenide poneva Aere e Notte, dai quali nasceva il Tartaro. Egli, secondo quanto tramandato, ebbe fama di "teologo", in quanto nelle opere attribuitegli sistematizzò le generazioni degli dei, secondo il principio della generazione matrilineare; in realtà, se di una sua "teologia" si può parlare, sembra anche esservi una critica della tradizione, come, ad esempio, evidente da Plutarco, che riporta il suo criticismo verso la tradizione delfica che individuava nel luogo sacro ad Apollo l'ombelico del mondoː
Alla critica della tradizione sembra si debba connettere anche il frammento riportato da Paolo, da cui già gli antichi trassero la nozione del paradosso del mentitore: «Cretesi sempre bugiardi, bestie malvagie, oziosi ghiottoni». A Epimenide, esperto di cose sacre, iniziato ai misteri e interprete della divinità, sembra vada dunque ascritto il merito di aver applicato, per primo o tra i primi, il metodo dell'analisi critica alla tradizione e di aver sottoposto a controllo tutta la conoscenza mitica e cosmologica precedente. Secondo lo storico Santo Mazzarino a Epimenide andrebbe anche riconosciuta una capacità critica in chiave storica; lo si dedurrebbe dal passo di Aristotele, in cui si dice:
La disposizione di Epimenide verso il passato è intesa quale capacità di sottoporre ad analisi e interpretazione la vicenda umana: Epimenide si presenterebbe, quindi, come uno dei primi creatori del pensiero storico.

### Il paradosso del mentitore
Secondo alcuni il cosiddetto "paradosso del mentitore" nacque proprio dall'affermazione di Epimenide che «tutti i Cretesi sono bugiardi»; essendo egli cretese avrebbe dovuto conseguentemente essere bugiardo e perciò l'affermazione è falsa poiché pronunciata da un bugiardo. Ma se così non fosse, se cioè Epimenide fosse stato un cretese che, almeno in questa occasione, non diceva il falso, l'affermazione sarebbe risultata ugualmente falsa poiché non tutti i cretesi sono bugiardi.
Non è tuttavia noto se l'affermazione di Epimenide fosse intesa come un paradosso del mentitore. Inoltre, la proposizione, così come è formulata, non è un paradosso: se infatti egli stesso fosse un cretese falso fra altri onesti, allora l'affermazione iniziale falsa porta ad affermare logicamente che qualsiasi conclusione dichiarata, per quanto assurda, sia vera. Non conosciamo il contesto in cui Epimenide fece questa affermazione; fu solo più tardi di nuovo citata come, appunto, il paradosso del mentitore.